# Lugano NPS
El Lugano NPS o Lugano Nuoto Pallanuoto Sincro es un club acuático suizo en la ciudad de Lugano.
Los principales deportes que se practican en el club son la natación, natación sincronizada y el waterpolo.

## Historia
Es el segundo club más con más títulos de waterpolo de la liga de Suiza de waterpolo masculino

## Palmarés
- 14 veces campeón de la liga de Suiza de waterpolo masculino